# Benedetto Beltrami

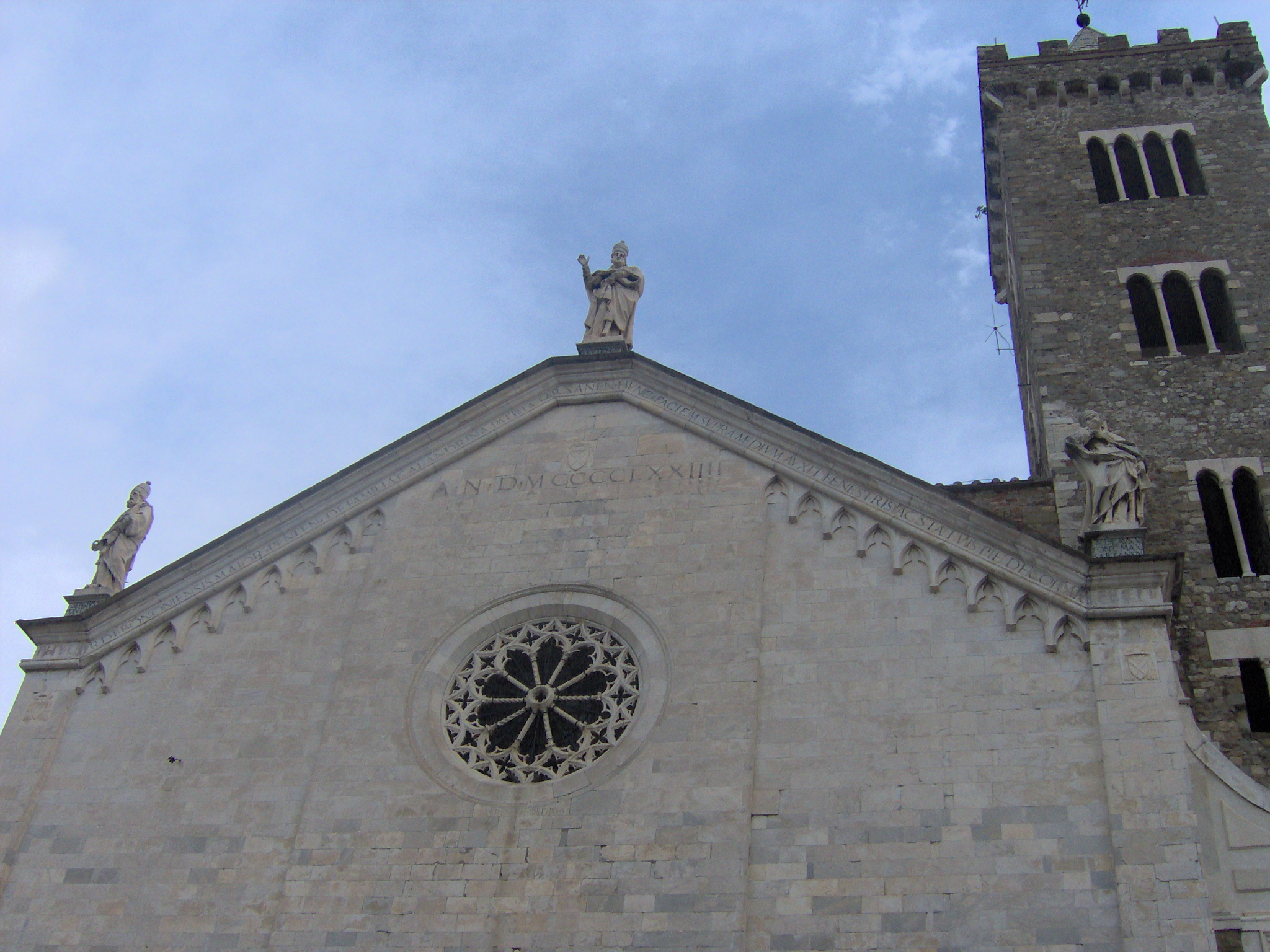
Kathedrale Santa Maria Assunta von Sarzana

Benedetto Beltrami, auch Benedetto Beltrami da Campione (* um 1410 in Campione d’Italia; † nach 1450 in Sarzana), war ein italienischer Bildhauer und Architekt.

## Leben und Werk
Benedetto Beltrami stammte aus Campione d’Italia, das jahrhundertelang, insbesondere vom 12. bis 14. Jahrhundert, für seine Kunsthandwerker, die berühmten Maestri Campionesi, bekannt war: Steinmetze, Bildhauer, Maler, Architekten und Bauherren, deren Werke überall in Norditalien entstanden.
Benedetto Beltrami tätigte zwischen 1440 und 1441 mit dem Architekten und Baumeister Pietro di Giacomo da Como diverse Arbeiten in der Kapelle des Doms von Como. 1450 erhielt er von Andreola Tomeo dei Bosi und Kardinal Filippo Calandrini, der Mutter bzw. vom Bruder des Papsts Papst Nikolaus V. den Auftrag, die Kapelle des S. Tommaso in der Kathedrale Santa Maria Assunta von Sarzana mit einer reich verzierten Marmorumrandung zu versehen. Die Arbeiten wurden auf weißem Marmor ausgeführt und beinhalteten zahlreiche kunstvolle Verzierungen und Wappendarstellungen.